# Antônio Pizzonia
Antônio Pizzonia est un pilote automobile brésilien né le 11 septembre 1980 à Manaus (Brésil). Surnommé Jungle Boy en référence à ses origines amazoniennes, il a notamment participé à 20 Grands Prix de Formule 1 entre 2003 et 2005.

## Biographie

### Débuts et les premiers titres
Après six années de karting au Brésil, Pizzonia part en Angleterre en 1997 pour y commencer sa carrière en monoplace. Il remporte le championnat de Formule Vauxhall Junior en 1998, le Championnat de Grande-Bretagne de Formule Renault en 1999 et termine également deuxième en Formula Renault Eurocup.
En 2000, Antônio Pizzonia devient champion de Grande-Bretagne de Formule 3.

### 2001-2002: Formule 3000
En 2001, Pizzonia accède au championnat international de Formule 3000 au sein de l'écurie Petrobras, il termine sixième du championnat avec une victoire et devient, à partir de 2002, pilote-essayeur de l'écurie Williams-BMW en Formule 1, en grande partie grâce au soutien du pétrolier brésilien Petrobras qui sponsorise l'équipe anglo-allemande ; il effectue en parallèle une deuxième saison en F3000 où il termine huitième.

### La Formule 1 en pointillé avec Jaguar et Williams

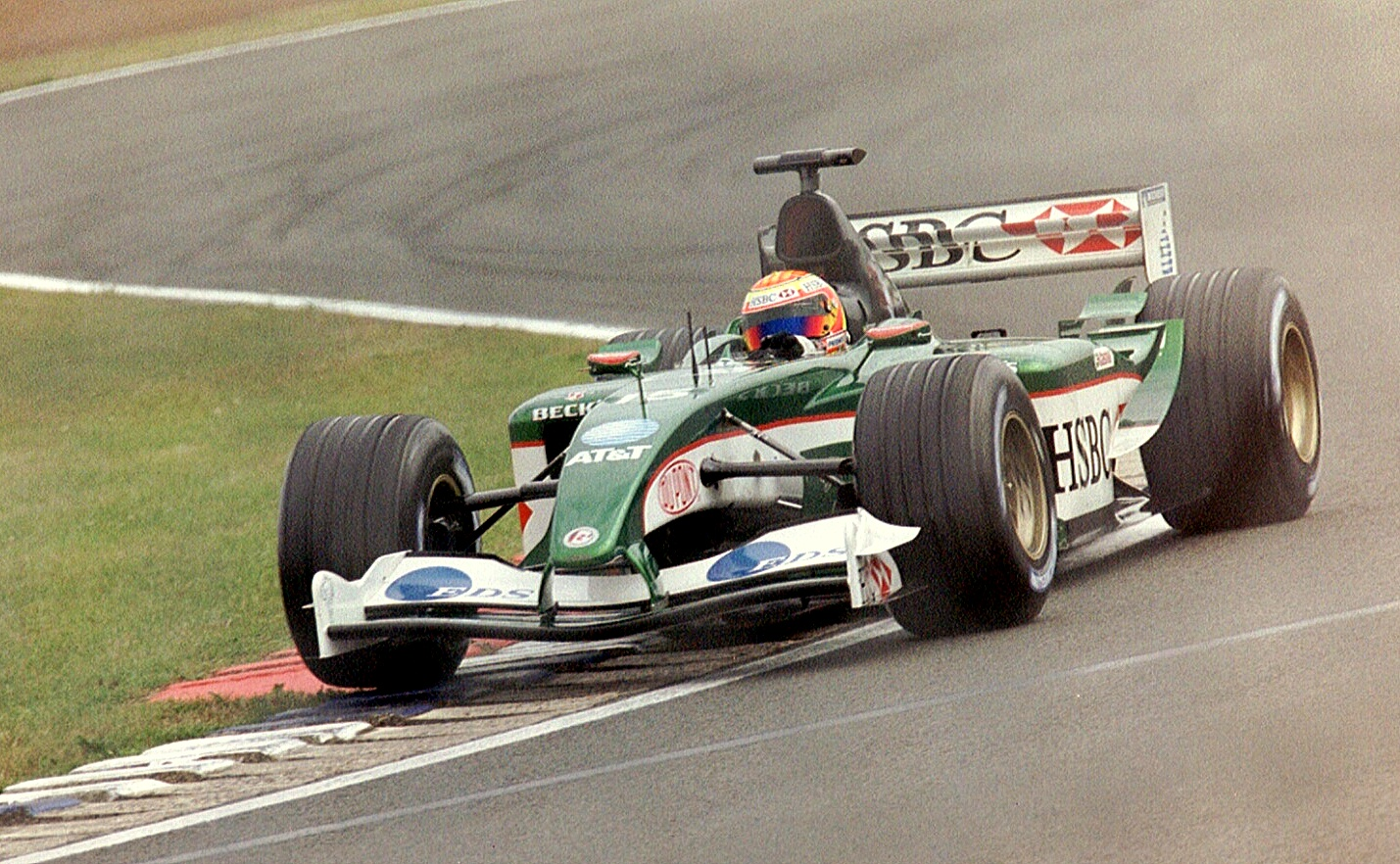
Antônio Pizzonia au Grand Prix de Grande-Bretagne 2003.

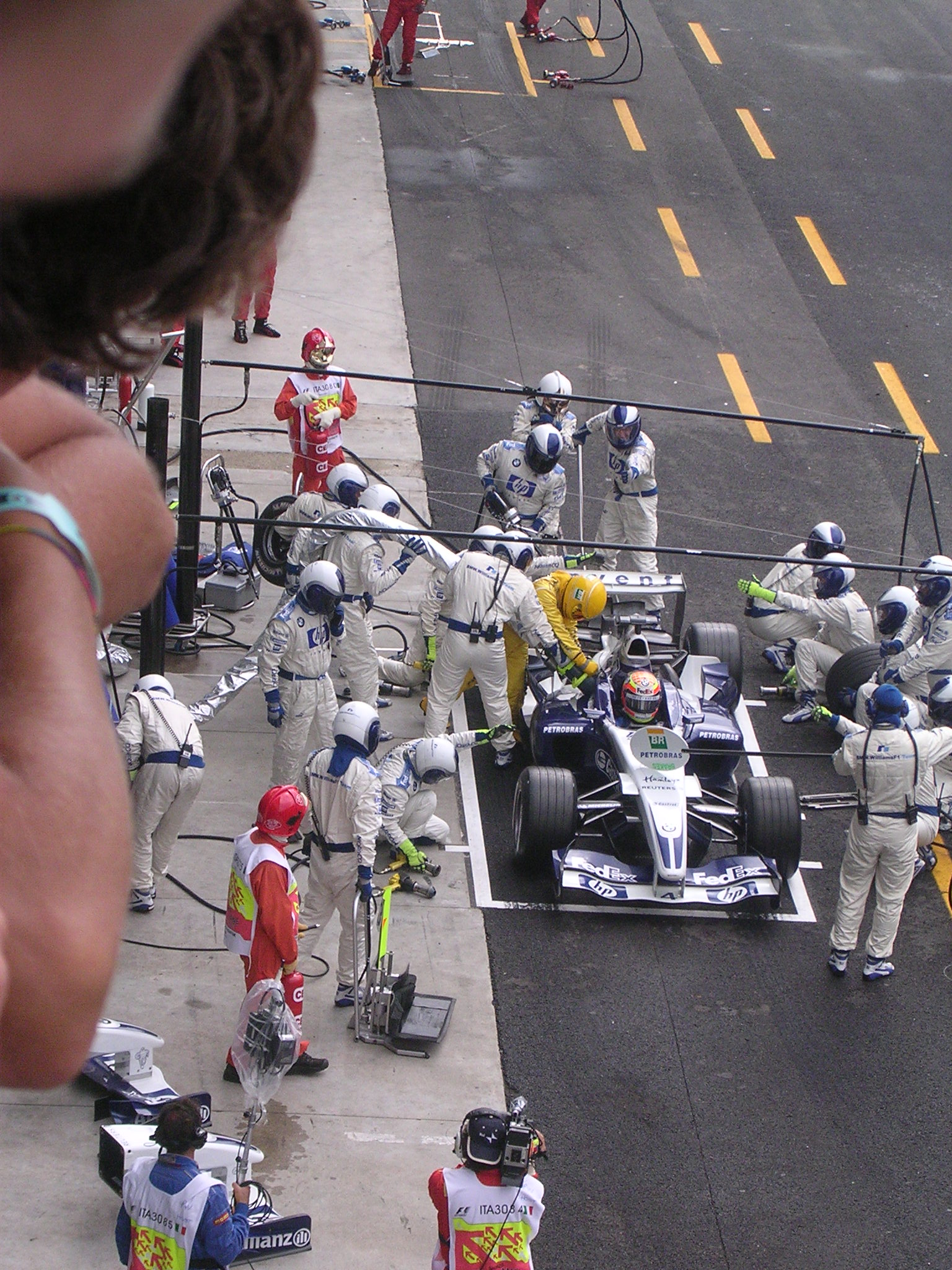
Antônio Pizzonia au Grand Prix d'Italie 2004.

En 2003, Pizzonia est recruté par l'écurie Jaguar Racing pour disputer le championnat du monde de Formule 1. Mais un début de saison calamiteux le place sur un siège éjectable ; malgré une amélioration progressive de ses performances, il est limogé à la mi-saison et remplacé par Justin Wilson.
Pizzonia revient ensuite chez Williams où, à partir de 2004, il reprend son rôle de pilote-essayeur. Cette position lui donne l'occasion de revenir en Grand Prix pour assurer l'interim de Ralf Schumacher, blessé, durant quatre courses à la fin de l'été. Pizzonia réalise des performances proches de son coéquipier Juan Pablo Montoya, comme lors du Grand Prix de Belgique 2004 où il occupe la tête durant un tour. Il bat le record absolu de vitesse en course par une monoplace de Formule 1 en atteignant officiellement 369,6 km/h avec sa Williams FW26 lors du Grand Prix automobile d'Italie 2004,.
Pressenti pour être titularisé chez Williams durant l'hiver, il se voit finalement préférer l'Allemand Nick Heidfeld à l'issue d'un long test comparatif et doit, à nouveau, se contenter du poste de pilote-essayeur. Le sort lui permet de piloter en course puisque Nick Heidfeld, victime d'un crash en essais privés puis d'un accident de vélo, déclare forfait pour les cinq dernières manches de la saison 2005 ; Pizzonia ne parvient pas à mettre à profit ce nouvel interim pour se mettre en valeur.

### Difficultés pour se relancer
En 2006, Pizzonia tente sa chance en Champ Car où il dispute quatre courses pour le compte du Rocketsports. Avec deux dixièmes places comme meilleurs résultats, l'expérience s'avère peu concluante. En 2007, il participe au championnat GP2 Series mais son employeur, le Fisichella Motor Sport, se sépare de lui fin juin.
Il partage son temps entre la NASCAR brésilienne et la Superleague Formula où, en 2008-2009, il a réalisé trois pole positions, trois podiums et quatre meilleurs tours. Après la fin de la Superleague Formula, il rejoint l'Auto GP.

## Vie privée
Antonio Pizzonia a été marié avec l'athlète brésilienne Maurren Maggi. Avant de se séparer, le couple a eu une fille, Sophia, née en décembre 2004.

## Carrière
- 1991-1996 : Karting au Brésil
- 1997-1998 : Championnat britannique de Formule Vauxhall
- 1999 : Championnat britannique de Formule Renault
- 2000 : Championnat britannique de F3
- 2001-2002 : Championnat international de F3000 et pilote essayeur chez Williams-BMW
- 2003 : Formule 1 chez Jaguar (limogé après 11 GP)
- 2004 : Formule 1 chez Williams-BMW (pilote essayeur et 4 GP)
- 2005 : Formule 1 chez Williams-BMW (pilote essayeur et 5 GP)
- 2006 : Champ Car
- 2007 : GP 2 Series
- 2008 : Superleague Formula avec le SC Corinthians

## Palmarès
- Champion de Formula Vauxhall Junior en 1998
- Champion de Formule Renault britannique en 1999
- Champion de Formule 3 britannique en 2000

### Résultats enGP2 Series
| Saison | Écurie            | Courses disputées | Pole positions | Victoires | Points inscrits | Classement |
| 2007   | Campos Grand Prix | 5                 | 0              | 0         | 1               | 28e        |

## Résultats en championnat du monde de Formule 1
| Saison | Écurie               | Châssis | Moteur            | Pneus    | GP disputés | Points inscrits | Classement |
| ------ | -------------------- | ------- | ----------------- | -------- | ----------- | --------------- | ---------- |
| 2003   | Jaguar Racing        | R4      | Ford Cosworth V10 | Michelin | 11          | 0               | n.c.       |
| 2004   | BMW Williams F1 Team | FW26    | BMW               | Michelin | 4           | 6               | 14e        |
| 2005   | BMW Williams F1 Team | FW27    | BMW               | Michelin | 5           | 2               | 22e        |

### Résultats détaillés en Formule 1
| Saison | 1        | 2        | 3        | 4      | 5        | 6     | 7        | 8      | 9      | 10     | 11       | 12    | 13    | 14       | 15    | 16     | 17       | 18       | 19     |
| ------ | -------- | -------- | -------- | ------ | -------- | ----- | -------- | ------ | ------ | ------ | -------- | ----- | ----- | -------- | ----- | ------ | -------- | -------- | ------ |
| 2003   | AUS Abd. | MAL Abd. | BRA Abd. | SAN 14 | SPA Abd. | AUT 9 | MON Abd. | CAN 10 | EUR 10 | FRA 10 | GBR Abd. | ALL   | HUN   | ITA      | USA   | JPN    |          |          |        |
| 2004   | AUS      | MAL      | BAH      | SAN    | SPA      | MON   | EUR      | CAN    | USA    | FRA    | GBR      | ALL 7 | HUN 7 | BEL Abd. | ITA 7 | CHI    | JPN      | BRA      |        |
| 2005   | AUS      | MAL      | BAH      | SAN    | SPA      | MON   | EUR      | CAN    | USA    | FRA    | GBR      | ALL   | HUN   | TUR      | ITA 7 | BEL 15 | BRA Abd. | JPN Abd. | CHI 13 |

- Nq.=Non qualifié - Abd.=Abandon